# Nixe (bateau à vapeur)
Pour les articles homonymes, voir Nixe (homonymie).
Le Nixe SS 501 est un ancien bateau à vapeur de tourisme construit en 1939 à Rendsburg pour les autorités du canal et utilisé sur l'Elbe et le canal Mittelland. Jusqu'en 1945, le navire était subordonné au bureau de génie mécanique prussien de Magdebourg-Rothensee et après la guerre jusqu'en 1971 au Wasserstraßen- und Schifffahrtsamt de Hitzacker. Ensuite, Nixe a été vendu aux Pays-Bas et est ensuite revenu en Allemagne. 
Le navire musée appartient maintenant au Musée de l'industrie LWL sur la zone des Ascenseurs à bateaux d'Henrichenburg.  Nixe est à nouveau opérationnel depuis 1998; il est approuvé pour une utilisation sur les voies navigables fédérales.

## Historique

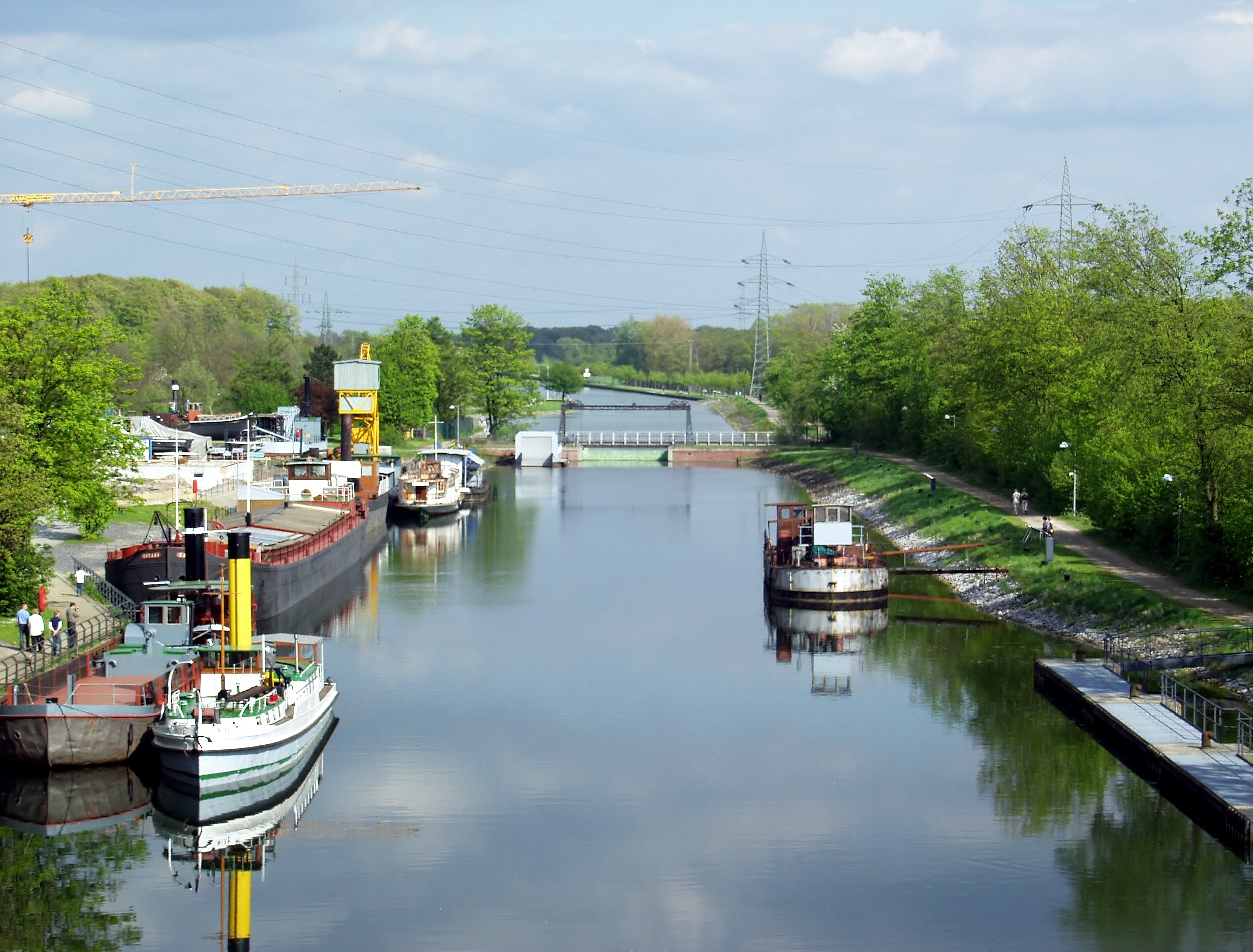
Nixe aux écluses d'Henrichenburg

Sa coque est en acier soudé. Sur le pont avant, il y a des logements et des installations sanitaires pour l'équipage de quatre personnes ainsi qu'une petite cuisine pour les passagers. La cheminée haute peut être rabattue pour traverser sous des ponts bas. Il y a un dispositif de remorquage sur la superstructure arrière. L'équipage se compose du skipper, d'un chauffeur, d'un machiniste et d'un marin.
Le navire est équipé de deux moteurs à vapeur composites à trois cylindres debout de 55 cv de l'institut de génie mécanique d'Übigau, qui agissent sur deux hélices fixes. Pour produire de la vapeur, il dispose d'une chaudière à tube à flamme horizontale avec une surface de chauffe de 34 m² fabriquée par Christiansen et Mayer, Hambourg. La soute à charbon contenait six tonnes et le ballast est de 7000 litres.